# Head Over Heels (Tears for Fears-låt)
Head Over Heels är en låt skriven av Roland Orzabal och Curt Smith från den brittiska new wave-gruppen Tears for Fears. Den spelades in till deras andra album, Songs from the Big Chair, som gavs ut 1985. Den släpptes som fjärdesingel från albumet, med "When In Love With a Blind Man" som b-sida. Singeln nådde plats nummer 12 på singellistan i Storbritannien och nummer 3 på Billboard Hot 100.. Den gick in på 13:e plats på Trackslistan i augusti 1985.
Låten finns med på soundtracket till filmen Donnie Darko från 2001.

## Utgåvor
7"Mercury / IDEA10 (UK)
1. "Head over Heels" (Remix) – 4:14
2. "When in Love with a Blind Man" – 2:22

- Även utgiven som 10" singel (IDEA1010) och som fyrklöverformad bildskiva (IDPIC10)

12"Mercury / IDEA1012 (UK)
1. "Broken/Head over Heels/Broken" (Preacher Mix) – 7:53
2. "Head over Heels" (Remix) – 4:14
3. "When in Love with a Blind Man" – 2:22

CDVMercury / 080 062-2 (UK)
1. "Head over Heels" (Remix) – 4:14
2. "Sea Song" – 3:52
3. "The Working Hour" – 6:27
4. "Mothers Talk" (U.S. remix) – 4:14
5. "Head over Heels" (video)